# James Charles Kopp

James Charles Kopp

James Charles Kopp (* 2. August 1954 in Pasadena) ist ein US-amerikanischer Mörder und militanter Abtreibungsgegner, der 2003 für den Mord am Gynäkologen Barnett Slepian zu lebenslanger Haft verurteilt wurde.

## Frühe Jahre
James Charles Kopp wurde im kalifornischen Pasadena geboren. Er wurde als evangelischer Christ erzogen, konvertierte jedoch später zum katholischen Glauben. Er machte 1976 einen Abschluss an der University of California in Santa Cruz in Biologie. An der California State University spezialisierte er sich auf das Thema Embryologie. Nachdem seine Freundin eine Abtreibung vorgenommen hatte, begann er, sich in Anti-Abtreibungsgruppen zu engagieren.

## Mord und Verurteilung
Am 23. Oktober 1998 erschoss Kopp Barnett Slepian in dessen Küche in Amherst. Slepian befand sich dort mit seiner Frau und seinen vier Kindern. Kopp hatte für die Tat ein Jagdgewehr mit Zielfernrohr benutzt. Die Kugel verfehlte dabei nur knapp den Kopf seines Sohnes. Barnett Slepian starb zwei Stunden später.
Slepian hatte als Gynäkologe im Krankenhaus Buffalo Women Services in Buffalo gearbeitet, wo er auch Abtreibungen durchgeführt hatte. Er betrieb weiterhin eine private Praxis in Amherst. Der Mord an Slepian war Teil einer Anschlagswelle von militanten christlichen Abtreibungsgegnern, die in den USA sieben Menschen das Leben kostete.
Nach der Tat war Kopp flüchtig und wurde vom FBI auf die Liste der zehn meistgesuchten Flüchtigen gesetzt. Die Ermittler der Bundesbehörden hatte herausgefunden, dass Beziehungen Kopps zur Anti-Abtreibungs-Gruppe The Lambs of Christ (dt.: Die Lämmer Christi) bestanden. Kopp floh mit Hilfe gefälschter Pässe über Mexiko und Irland nach Frankreich, wo er festgenommen und an die USA ausgeliefert wurde. Er wurde im März 2003 wegen des Mordes in Buffalo zu einer Strafe von 25 Jahren bis lebenslänglich verurteilt. Kopp hatte während des Prozesses argumentiert, dass er Slepian nur verletzen wollte und daher nicht wegen Mordes zu verurteilen sei.